# Левелери
Левелери (енгл. levellers: уравњивачи) су били припадници радикалне републиканске и демократске фракције у Енглеској током Енглеског грађанског рата и Комонвелта (војно-републиканске диктатуре Оливера Кромвела). Првобитно име за бунтовне сељаке који су 1607. године у сељачким устанцима учествовали рушећи ограде и засипајући канале којима су биле одељене ограђене деонице и називали су се уравњивачима и копачима- левелерима и дигерима, антиципирајући револуционарну терминологију 40-50-их година XVII века. Име левелери дали су им њихови политички противници који су као главни циљ покрета видели растурање великих имања и прерасподелу земљишта.

## Захтеви
Левелери су представљали групу по свом саставу доста хетерогену. То су у основи били ситнобуржоаски елементи града и села:богати сељаци и делом ситна градска буржоазија. Али, у прво време прилазили су левелерима као најрадикалнијој групи и сиромашни слојеви сељаштва и градски пролетеријат. У првој фази револуције левелери су били лево крило индепендената. До тог тренутка грађански рат био се водио у име Парламента и народа. Вођа Левелера био је Џон Лилберн, родоначелник европског буржоаског радикализма, велики трибун енглеске револуције. Као посебна скупина појавили су се 1647. године с програмом познатим као Народни споразум (An agreement of the People). Захтевали су демократску републику с једнодомним парламентом, опште бирачко право (осим за калфе, слуге и просјаке), једнакост свих грађана пред законом, слободу говора и вероисповести, укидање присилне војне службе, одвајање извршне власти од законодавне и опсежне економске реформе које би ишле у корист малих земљопоседника(укидање трговинских монопола, поновно отварање ограђеног земљишта, неприкосновеност закупаца земљишта, укидање намета-самим тим и државне Англиканске цркве).

## Неуспешни устанци и крај левелерског покрета
Разочарани ставом Парламента према њиховим захтевима, левелери су се непосредно окренули народу као и војсци где је левелерски програм продубљивања револуције наилазио на све веће разумевање. Будући да нису могли постићи споразум с индепендентима, левелери су крајем 1647. године дигли побуну у војсци, која је брзо била угушена.
Настојећи да осигурају подршку левелера против краља у другој фази револуције, индепенденти су им обећали да ће њихови захтеви бити испуњени. Како после победе над краљем Чарлсом I није дошло до тога, левелери су у јануару 1649. године поднели Парламенту свој проширени програм. Џон Лилбурн је у памфлетима захтевао распуштање Кромвеловог Државног већа и избор новог Парламента на широкој основи. У априлу 1649. године избио је нови устанак у војсци, који је Оливер Кромвел, ухапсивши још пре тога Лилбурна и друге вође левелера, и овај пут одмах угушио што је значило и крај покрета. Левелери врло брзо губе своју популарност и силазе са политичке позорнице.

## Утицај
Уравњивачи никада нису били широко прихваћени у народу. Улице Лондона јесу биле преплављене њиховим зеленим и белим бојама, и прост војник им је заиста био наклоњен, али је било тешко ширити пропаганду у народу навикнутом да беспоговорно прихвата идеје које му намеће црква и племство. Кључни тренутак је настао када су се левелери показали неспособним да освоје подршку војске. Међутим, да су имали једно демократско бирачко тело, одзив би био већи имајући у виду да је њихов програм био осмишљен тако да буде примамљив сељацима и занатлијама, који су чинили огромну већину становништва.
Идеје левелера биле су такве да су могле сакупити већу подршку него идеје комунистички настројених дигера, будући да су циљале мале и независне земљопоседнике. Њихово позивање на тражење ослонца у разуму уместо у аргументима који потичу од ранијих ауторитета или Библије означава прекретницу у политичкој мисли, док су памфлети неких од њихових политичких вођа постали битни елементи у развоју популарне прозе на енглеском језику. Штавише, неке од њихових социјалних замисли нашле су место у идеологији квекера.